# Eremophila abietina
Eremophila abietina är en flenörtsväxtart som beskrevs av Kränzl.. Eremophila abietina ingår i släktet Eremophila och familjen flenörtsväxter. Inga underarter finns listade i Catalogue of Life.